# Stentinello
Stentinello è un villaggio del neolitico situato nella piana di Targia, nei pressi dell'ingresso nord di Siracusa, sito eponimo della cultura di Stentinello databile al V millennio a.C., contemporanea della cultura del Castellaro Vecchio delle Isole Eolie e della cultura di Ghar Dalam di Malta. Una sua variante è la cultura di Kronio della Sicilia occidentale.
Dell'abitato eponimo si conoscono i resti di edifici palificati a pianta rettangolare racchiusi entro un fossato scavato nella roccia formante uno spazio ovale di circa 180 x 200 metri. Le sepolture di questa cultura, rinvenute in vari luoghi della Sicilia, ma non a Stentinello, erano fosse ovali scavate nella roccia entro cui giacciono inumati in posizione rannicchiata.
La cultura materiale comprende industria litica su selce e ossidiana (proveniente sempre dalle isole Eolie, specificatamente da Lipari), in particolare elementi di falceto rettangolari, industria su osso (punteruoli, aghi, spatole) e ceramica. I vasi, di colore nero, o comunque scuro, sono quasi sempre decorati con complicati motivi impressi o incisi di tipo geometrico o, più raramente, antropomorfo.
L'economia era fondata sulla coltivazione di cereali, in particolare grano (Triticum monococcum, Triticum dicoccum) e orzo (Triticum ordea), sulla pesca e sulla raccolta di molluschi.

## Criticità
Il sito risulta abbandonato da anni e di difficile localizzazione, sia per la presenza di recinzioni private sia per l'assenza di cartellonistica. Individuare l'area in cui sorgeva il villaggio, ma soprattutto i fori di capanna è molto difficile, vista la presenza di vegetazione spontanea. Il luogo inoltre sorge accanto a un'area industriale che ne ha fatto perdere totalmente il valore storico.

## Galleria d'immagini

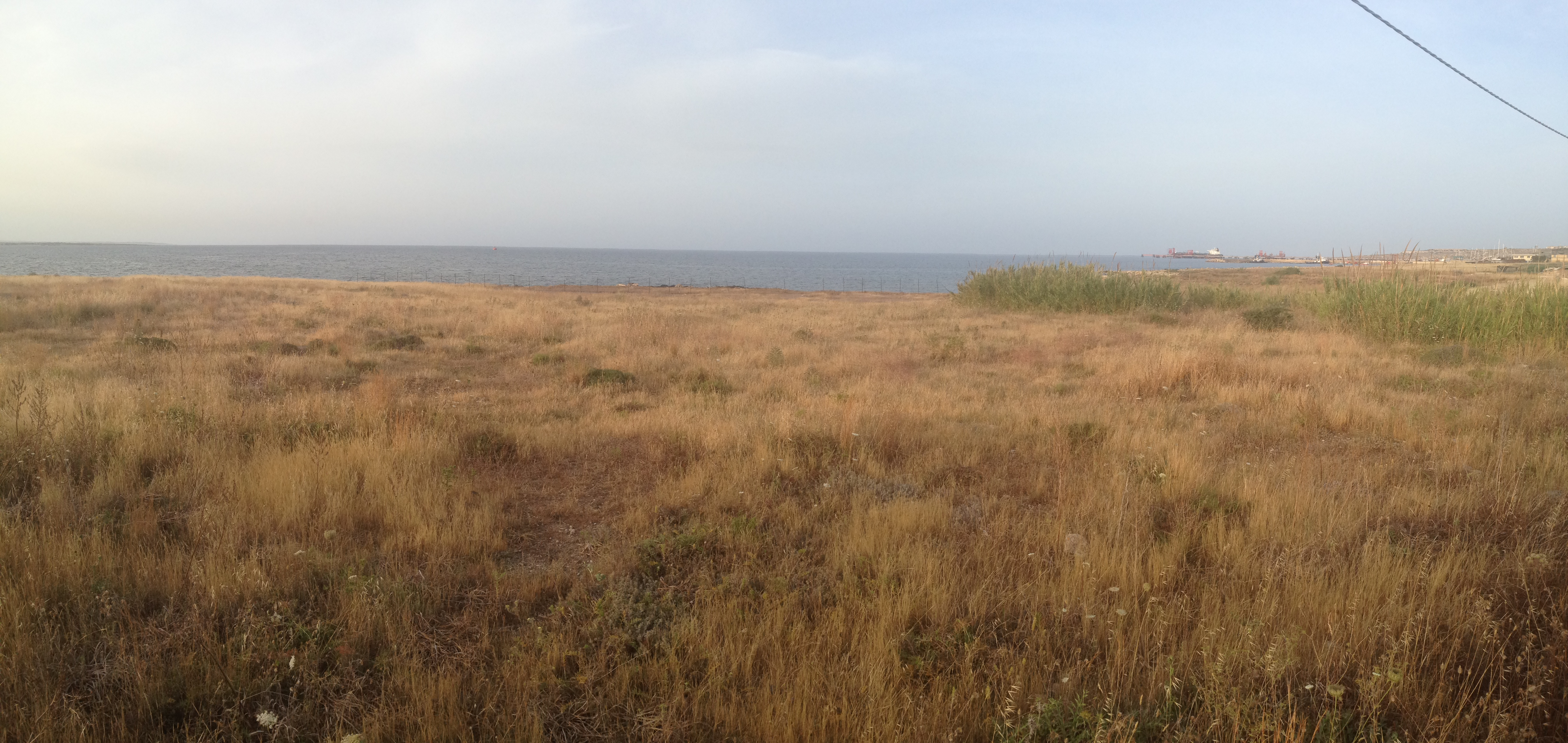
L'area di Stentinello
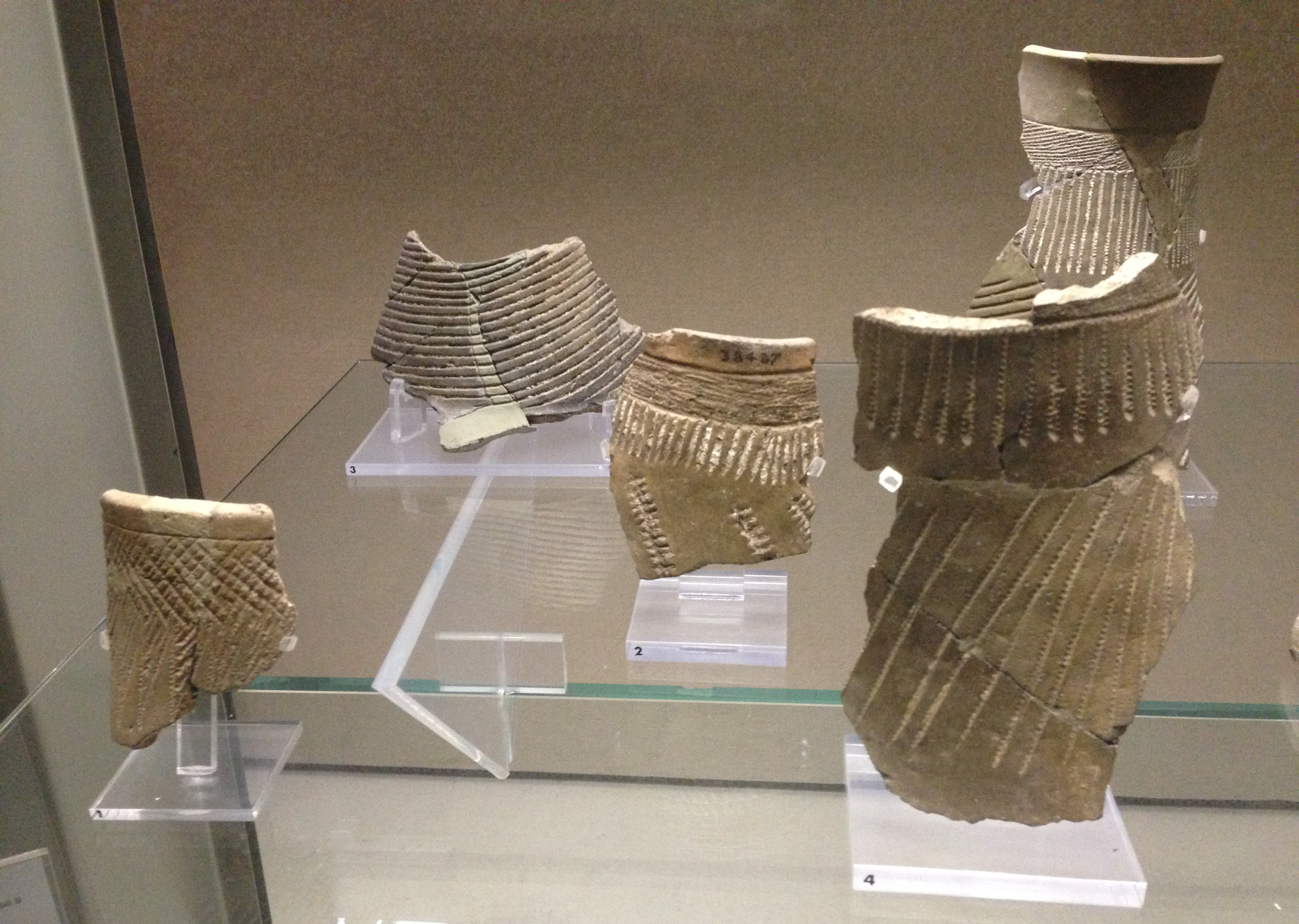
Frammenti ceramici
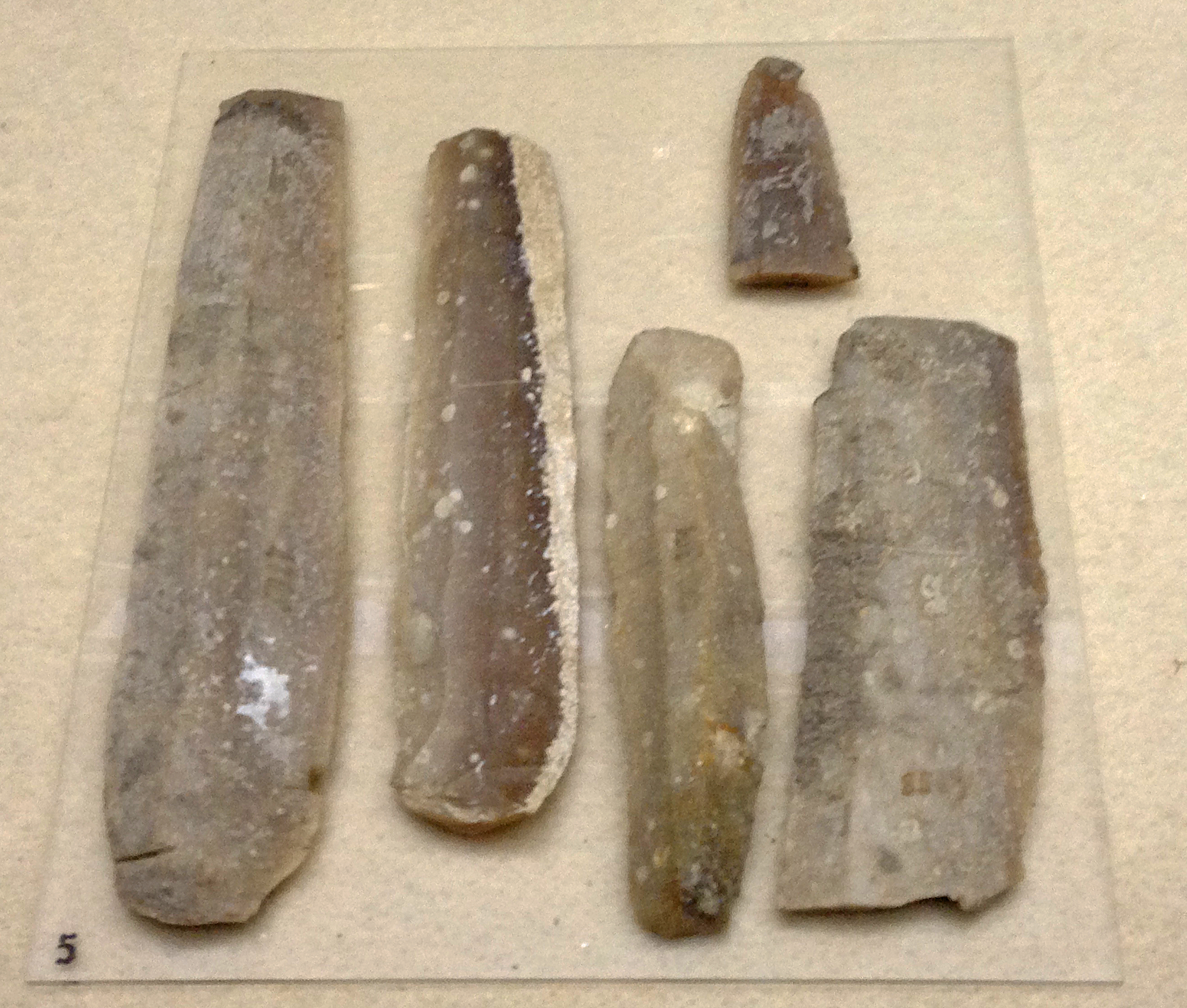
Frammenti di lama di selce